# Amerikaanse presidentsverkiezingen 2012
De Amerikaanse presidentsverkiezingen van 2012 waren de presidentsverkiezingen in de Verenigde Staten die op dinsdag 6 november 2012 werden gehouden. Zittend president Barack Obama won hierbij de meeste kiesmannen en werd daarmee herkozen voor een tweede termijn. Het was de 57e vierjaarlijkse presidentsverkiezing, waarin het kiescollege gekozen werd dat dan op 17 december 2012 officieel de president en vicepresident koos. De winnaar is op 20 januari 2013, zo is grondwettelijk bepaald, beëdigd. Omdat dit op een zondag viel, werd de publieke ceremonie een dag later gehouden.
Verschillende kandidaten dongen mee naar de nominatie van de Republikeinse Partij in een reeks voorverkiezingen in het voorjaar van 2012, waar Mitt Romney aan het langste eind trok. Mitt Romney nam het op tegen de Democratische kandidaat en tegen eventuele andere kandidaten. De zittende Amerikaanse president Barack Obama werd door de Democraten genomineerd als presidentskandidaat.
De presidentsverkiezingen vielen samen met verkiezingen voor de Senaat en voor het Huis van Afgevaardigden. In verschillende staten werden ook gouverneurs en plaatselijke legislaturen verkozen.

## Presidentskandidaten

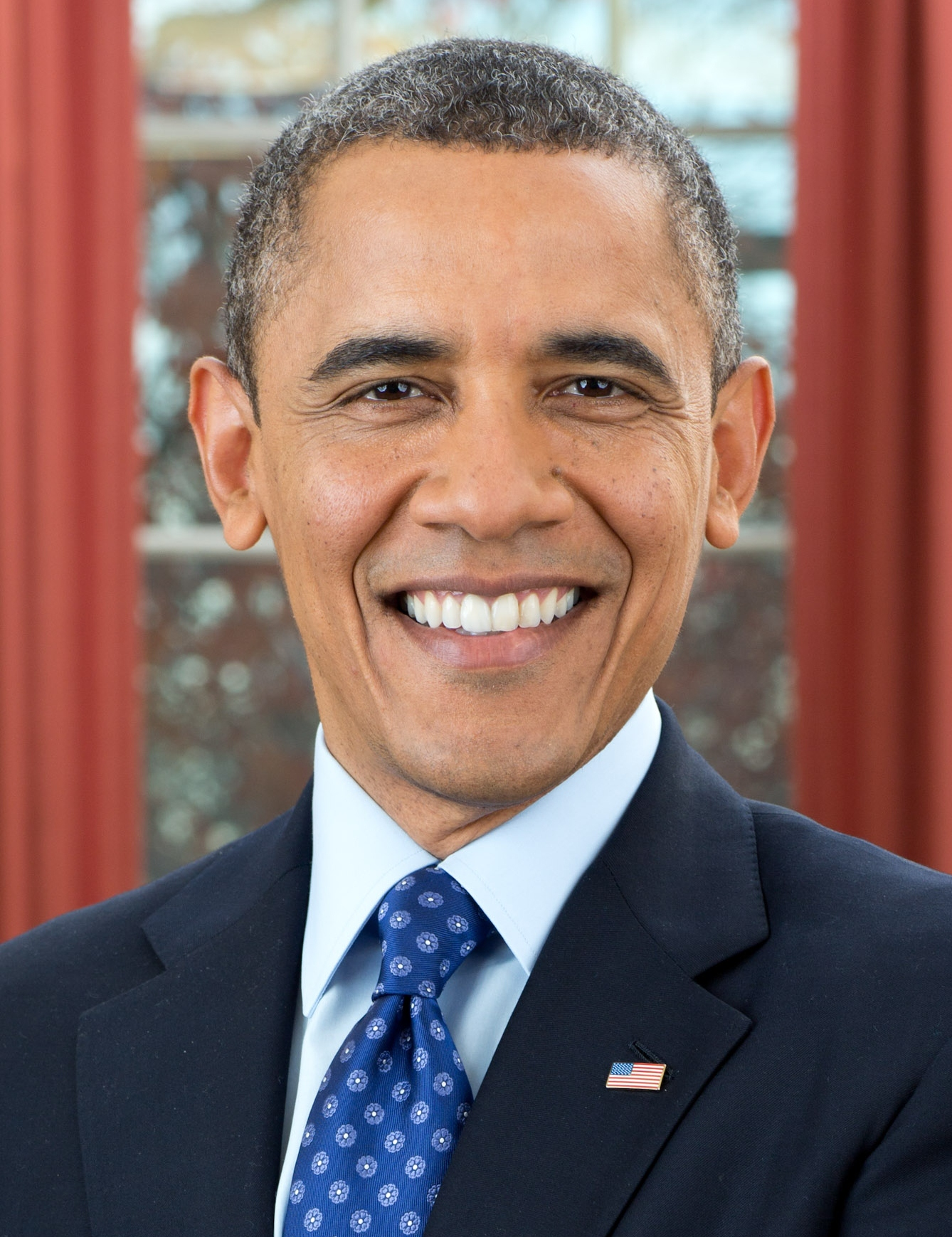
President Barack Obama uit Illinois Democratische Partij
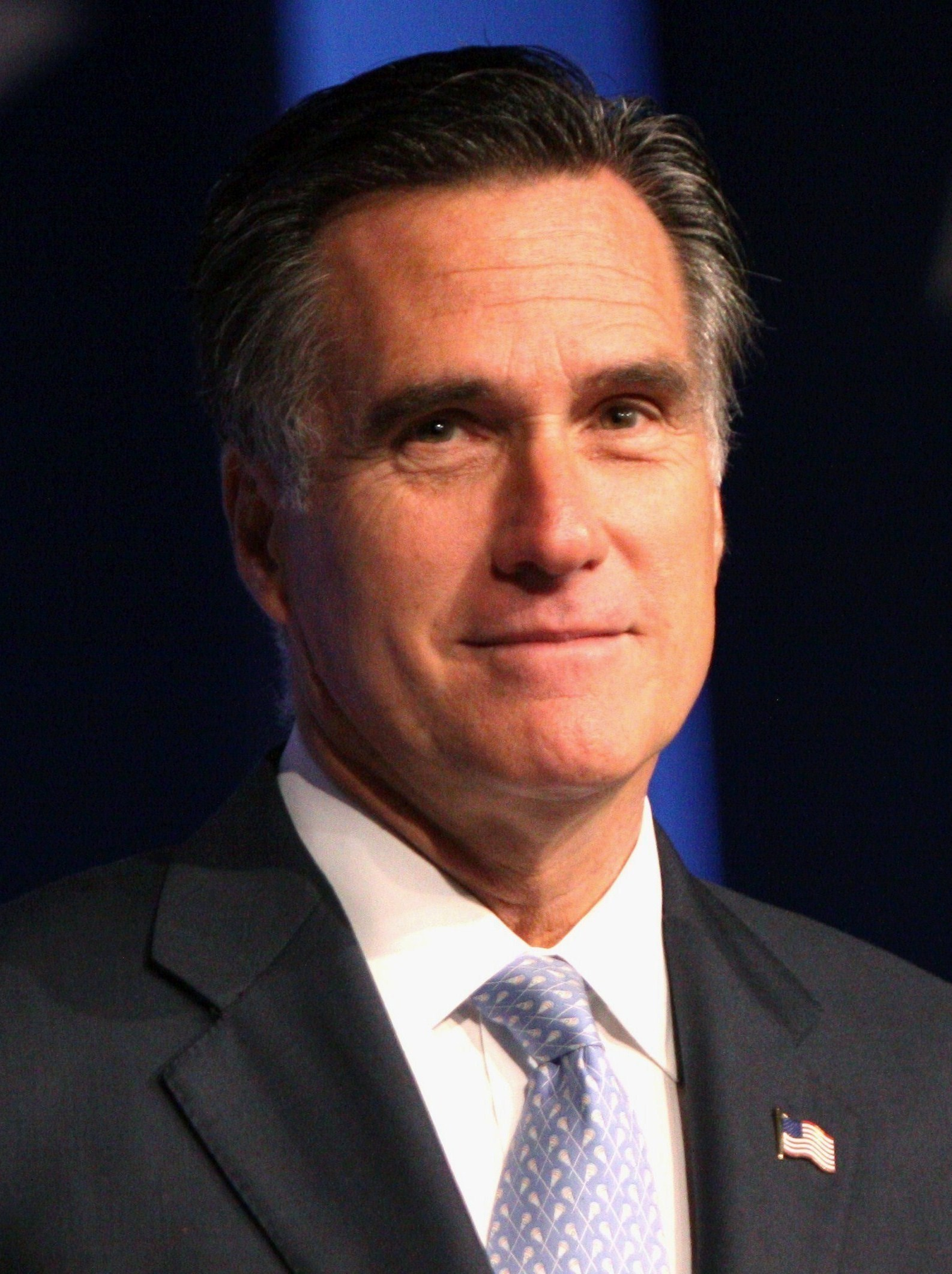
Voormalig Gouverneur Mitt Romney uit Massachusetts Republikeinse Partij

### Vicepresidentskandidaten

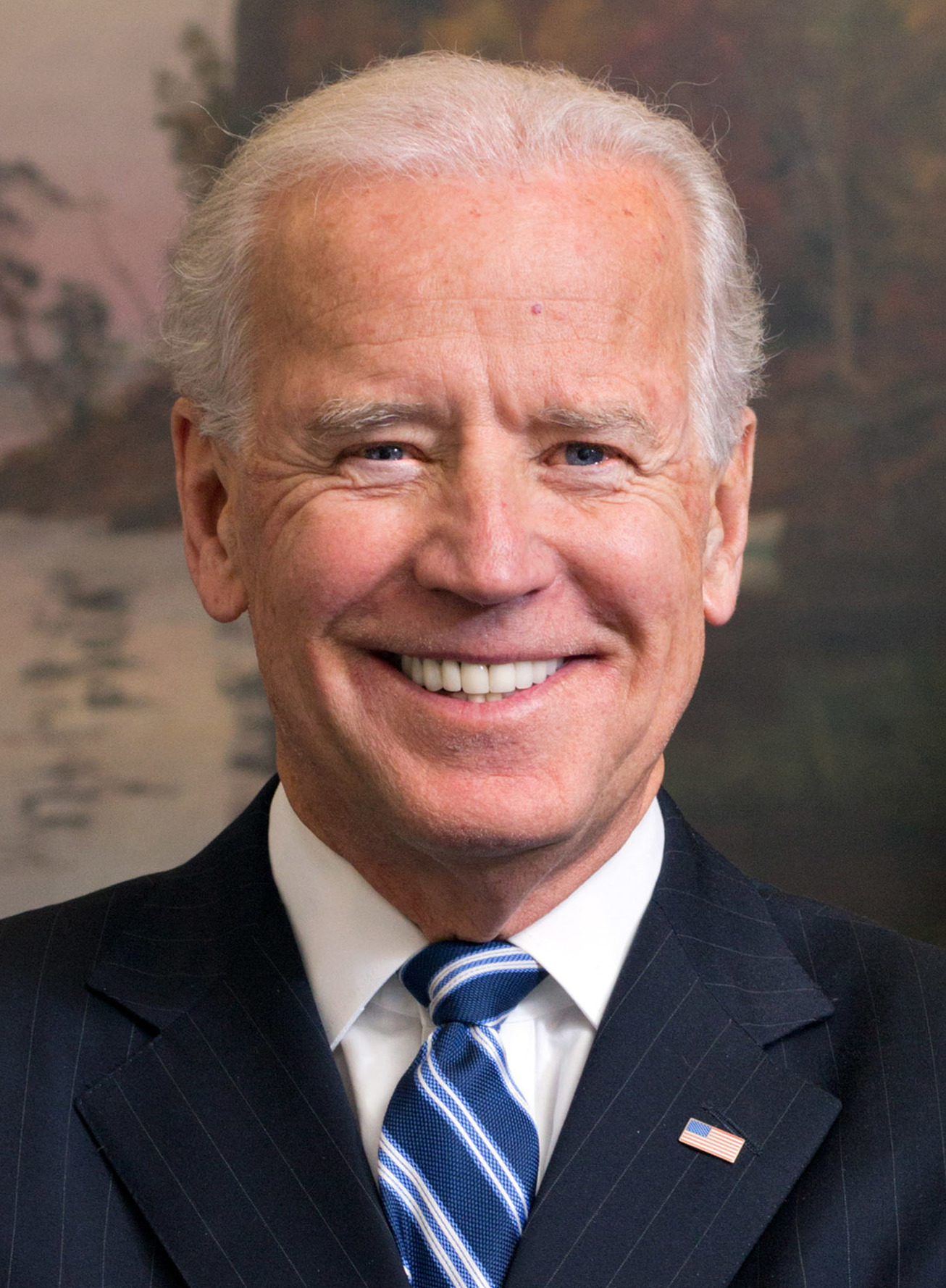
Vicepresident Joe Biden uit Delaware Democratische Partij
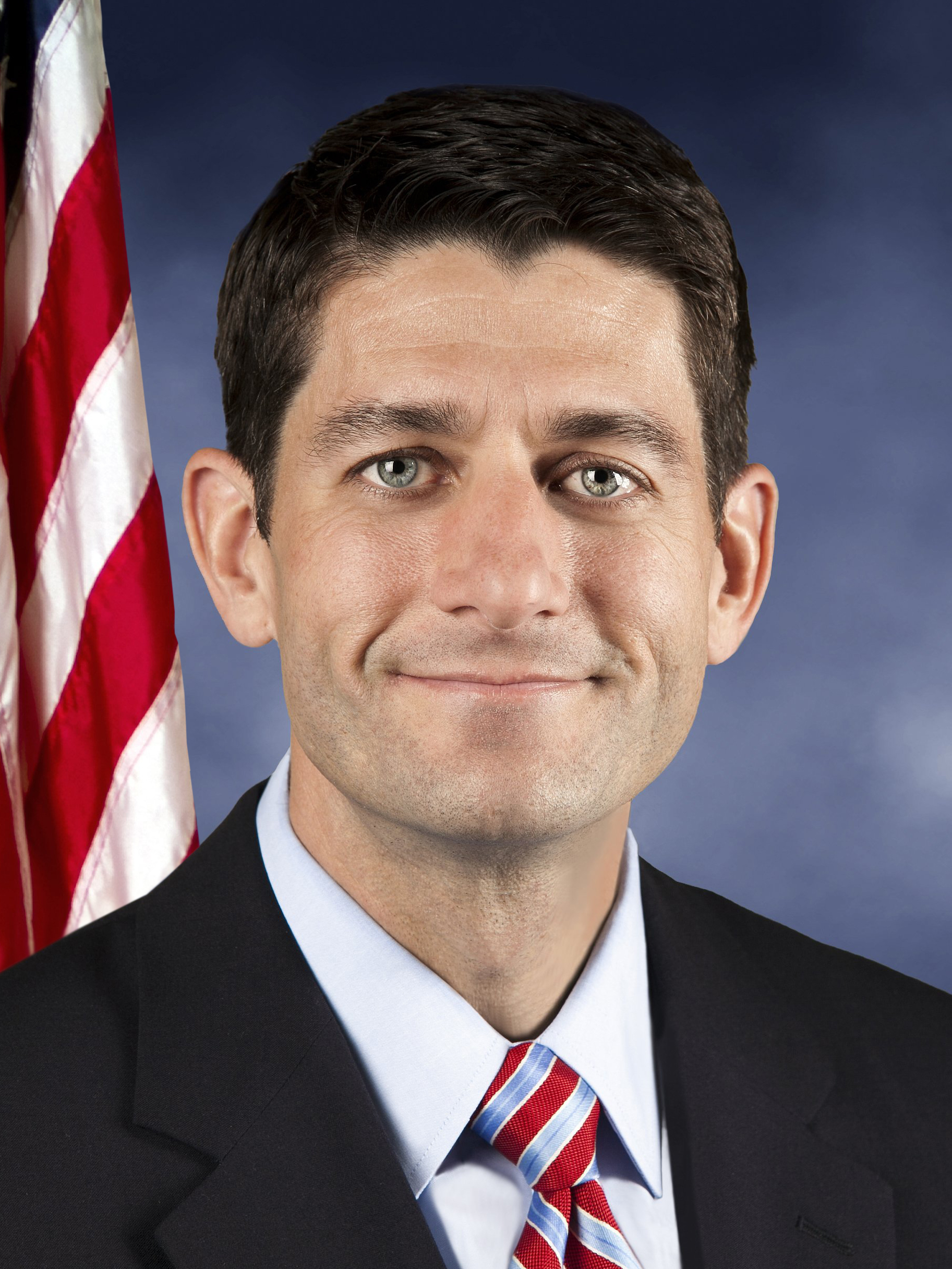
Afgevaardigde Paul Ryan uit Wisconsin Republikeinse Partij

## Veranderingen in het Kiescollege

Verschil in stempercentages per county ten opzichte van 2008. Donkerder blauw betekent relatieve winst voor Obama, donkerder rood betekent relatieve winst voor de Republikeinse kandidaat.

De nieuwe verdeling van de kiesmannen per staat

Er was een wijziging ten opzichte van de vorige verkiezingen in de verdeling van kiesmannen over de staten. Deze verdeling was gebaseerd op de volkstelling van 2010. Acht staten (Arizona, Florida, Georgia, Nevada, South Carolina, Texas, Utah en Washington) kregen meer kiesmannen toegewezen. Tien staten (Illinois, Iowa, Louisiana, Massachusetts, Michigan, Missouri, New Jersey, New York, Ohio en Pennsylvania) zagen hun aantal kiesmannen afnemen.
In de toenmalige politieke situatie zorgde die veranderingen ervoor dat de Democratische Partij netto zes stemmen verloren in staten die in de laatste verkiezingen gewonnen werden door Al Gore, John Kerry en Barack Obama, vooral in het noordoosten van de Verenigde Staten. De Republikeinen daarentegen zouden voordeel kunnen halen uit die veranderingen. De traditioneel Republikeinse staat Texas, bijvoorbeeld, kreeg er vier kiesmannen bij.

## Kandidaten en voorverkiezingen

### Democratische Partij
Zittend president van de Verenigde Staten en voormalig senator uit Illinois Barack Obama kondigde op 4 april 2011 aan dat hij zich herkiesbaar zou stellen. Verschillende voormalige medewerkers van Obama's kabinet en stafleden van het Democratic National Committee waren officieel bezig met de campagne. Net zoals in 2008 was Chicago (Illinois) het hoofdkwartier van Obama's campagne.
Het was lang niet helemaal duidelijk of Joe Biden al dan niet opnieuw Obama's running mate zou zijn. Op het internet circuleerden allerlei berichten over buitenlandminister Hillary Clinton als Obama's toekomstige running mate. Die mogelijkheid werd echter door alle betrokken partijen ontkend. Op 28 januari 2012 bevestigde Obama dat Joe Biden opnieuw zijn "running mate" werd.

#### Andere kandidaten
- Warren Mosler, zakenman uit Connecticut[14] (trok zich terug in april 2010)[15]
- Darcy Richardson, activist uit Florida[16][17]
- Vermin Supreme, performance-kunstenaar uit Massachusetts[17]
- Randall Terry, pro-life activist uit New York[17]

### Republikeinse Partij
Mitt Romney, de voormalige gouverneur van Massachusetts werd op 31 augustus 2012 officieel door de Republikeinse Partij genomineerd als hun presidentskandidaat.

#### Andere kandidaten

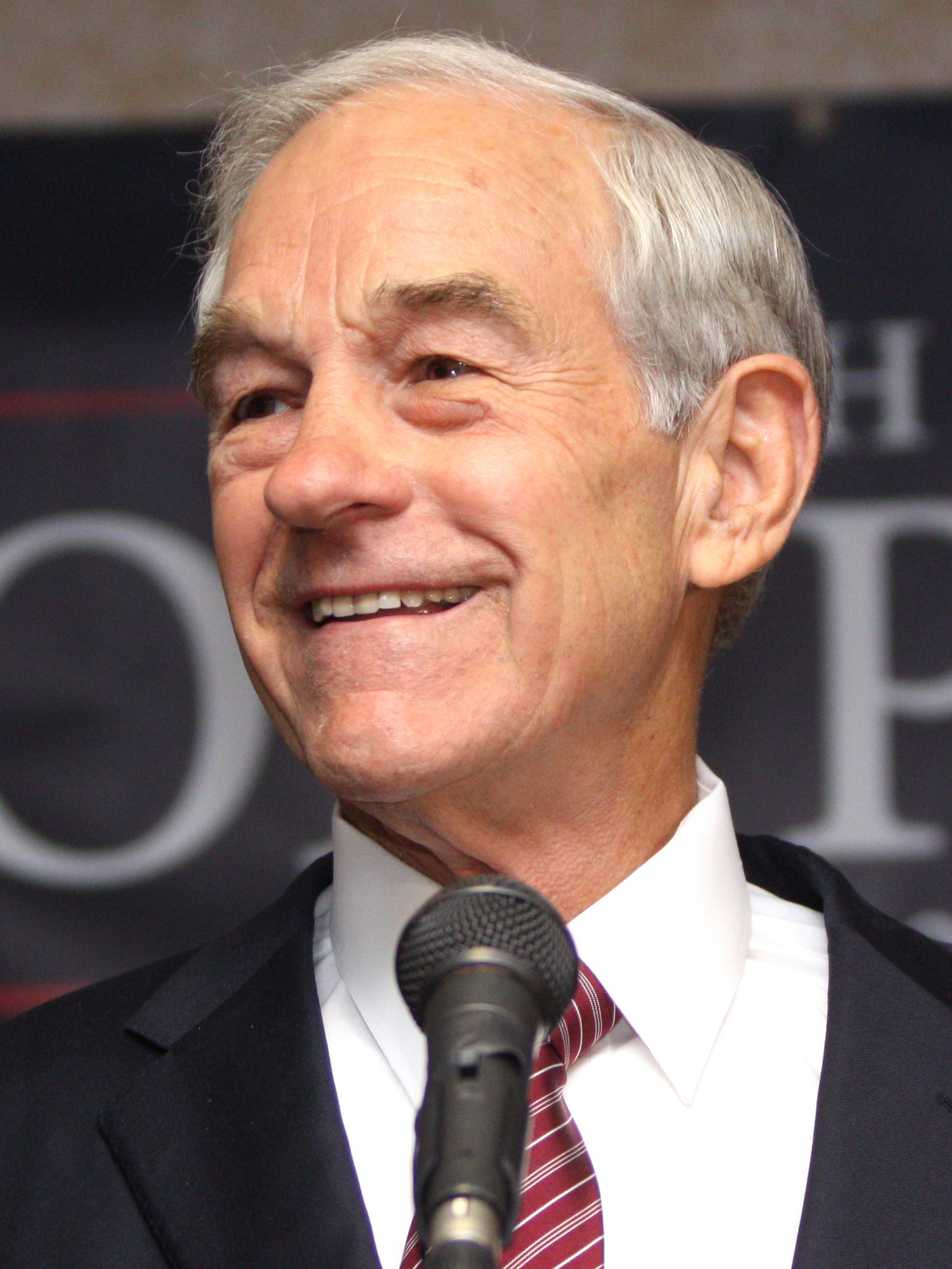
Ron Paul

- Ron Paul, lid van het Huis van Afgevaardigden uit Texas[18][19]
- Newt Gingrich, voormalig voorzitter van het Huis van Afgevaardigden uit Georgia[20][21] (trok zich terug op 1 mei 2012)[22]
- Rick Santorum, voormalig senator uit Pennsylvania[23][24] (trok zich op 10 april 2012 terug)[25]
- Michele Bachmann, afgevaardigde uit Minnesota[26][27] (trok zich terug op 4 januari 2012)[28][29]
- Herman Cain, ondernemer en auteur uit Georgia[30][31] (schortte zijn campagne op 3 december 2011 op)[32]
- Jon Huntsman, voormalig ambassadeur in China en voormalig gouverneur van Utah. (trok zich terug op 15 januari 2012 en gaf zijn steun aan Mitt Romney)[33]
- Gary Johnson, voormalig gouverneur van New Mexico[34][35] (trok zijn kandidatuur terug op 28 december 2011 en nam deel aan de verkiezingen als kandidaat voor de Libertarische Partij)[36]
- Tim Pawlenty, voormalig gouverneur van Minnesota[37] (schortte zijn campagne op 14 augustus 2011 op en gaf zijn steun aan Mitt Romney)[38]
- Rick Perry, gouverneur van Texas[39][40] (schortte zijn campagne op 19 januari 2012 op en gaf zijn steun aan Newt Gingrich)[41]

Andere kandidaten
Verschillende andere personen hebben zich kandidaat gesteld voor de Republikeinse nominatie, maar werden niet uitgenodigd op de debatten:
- Jack Fellure, uit West Virginia[42] (trok zich terug op 22 juni 2011)[43]
- Stewart Greenleaf, senator in het parlement van Pennsylvania[44]
- Fred Karger, homorechtenactivist uit Californië[45]
- Andy Martin, uit Illinois[46]
- Thaddeus McCotter, afgevaardigde uit Michigan[47] (trok zich terug op 22 september 2011 en gaf zijn steun aan Mitt Romney)[48]
- Jimmy McMillan, uit New York[49]

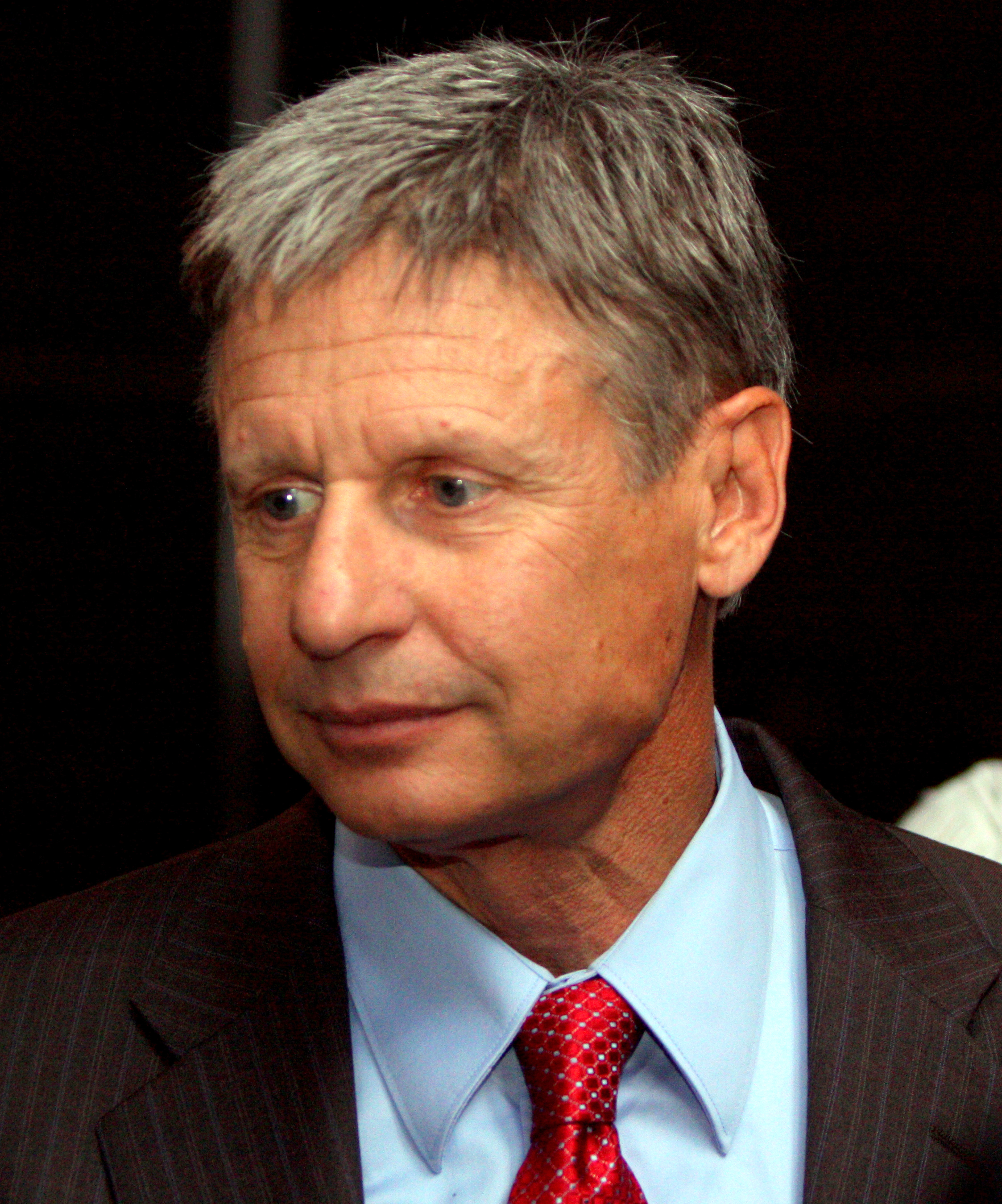
Gary Johnson.

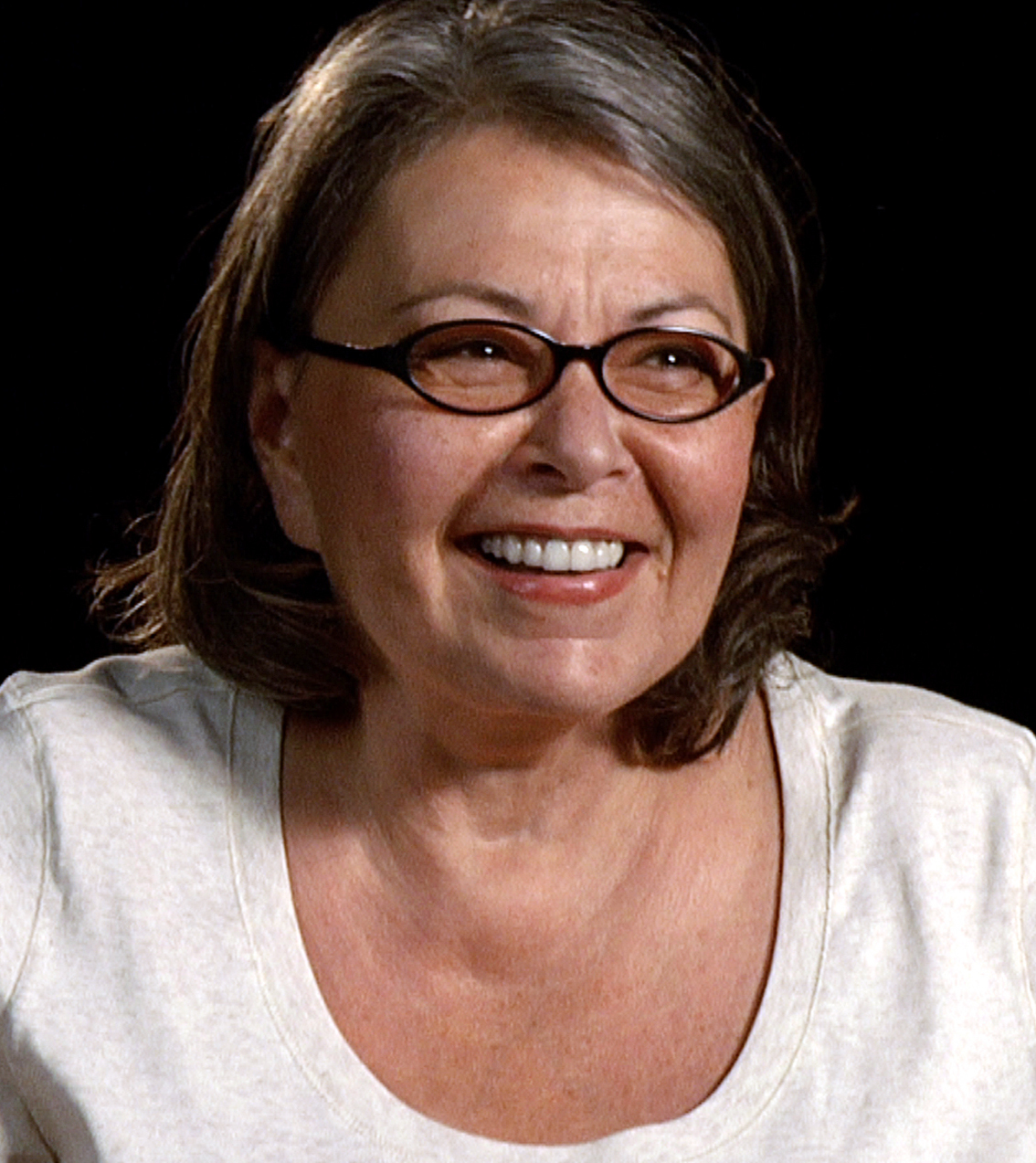
Roseanne Barr.

- Buddy Roemer, voormalig gouverneur van Louisiana[50]
- Jonathon Sharkey, uit Florida[51] (trok zich terug op 17 augustus 2011)[52]

### Libertarische Partij
Genomineerd voor de verkiezingen was Gary Johnson samen met running mate James P. Gray
Andere kandidaten
- R. J. Harris
- Carl Person
- Sam Sloan
- Bill Still
- R. Lee Wrights

### Groene Partij
Genomineerd voor de verkiezingen was Jill Stein samen met running mate Cheri Honkala
Andere kandidaten
- Stewart Alexander
- Roseanne Barr
- Kent Mesplay

### Grondwetpartij
Genomineerd voor de verkiezingen was Virgil Goode samen met running mate Jim Clymer
Andere kandidaten
- Darrel Castle
- Laurie Roth
- Robby Wells

### Party for Socialism and Liberation
Genomineerd voor de verkiezingen was Peta Lindsay

### American Independent Party
Genomineerd voor de verkiezingen was Tom Hoefling samen met running mate Robert Ornelas
Andere kandidaten
- Wiley Drake
- Virgil Goode
- Edward C Noonan
- Laurie Roth

### Peace and Freedom Party
Genomineerd voor de verkiezingen was Roseanne Barr samen met running mate Cindy Sheehan
Andere kandidaten
- Stewart Alexander
- Rocky Anderson
- Stephen Durham
- Peta Lindsay

#### Voorverkiezingen
In de Amerikaanse presidentsverkiezingen zijn de voorverkiezingen een reeks primary's en caucus-bijeenkomsten waarbij zowel de Democraten als de Republikeinen hun president en vicepresident bepalen. In 2012 stonden vooral de voorverkiezingen van de Republikeinse Partij in de belangstelling, omdat verwacht werd dat zittend president Barack Obama de nominatie van de Democratische zonder veel tegenstand zou krijgen. Bij de Republikeinen daarentegen waren er verschillende kandidaten die officieel en actief meedingen voor de nominatie.
Herman Cain steeg snel in de opiniepeilingen in oktober, maar schortte zijn campagne in december op na verschillende beschuldigingen van seksuele intimidatie. De strijd om de Republikeinse nominatie kwam relatief laat op gang in 2011. In april 2011 kwam de zakenman Donald Trump veel in de media en werd hij genoemd als een mogelijke kopman in de voorverkiezingen. Op 15 mei kondigde Trump aan dat hij zich niet kandidaat zou stellen voor de verkiezingen. Newt Gingrich, voormalig voorzitter van het Huis van Afgevaardigden, liet in mei weten dat hij deel zou nemen, maar zijn campagne kwam slechts moeizaam van de grond. Andere Republikeinen die hun deelname aan de race bevestigden, waren Mitt Romney en Ron Paul, die beiden al deelnamen in 2008, Michele Bachmann, Tim Pawlenty en Herman Cain.
Op 13 augustus 2011 werd de Ames Straw Poll gehouden, een traditionele informele stemming van de Republikeinen in Ames (Iowa). Afgevaardigde Michele Bachmann won de straw poll terwijl Ron Paul als tweede eindigde. De dag na de straw poll kondigde Tim Pawlenty aan zich uit de verkiezingen terug te trekken. De Texaanse gouverneur Rick Perry opende diezelfde dag zijn campagne nadat supporters hem opgeroepen hadden. Zijn kandidatuur werd meteen nationaal nieuws, waardoor Perry plots bij de grote kanshebbers werd gerekend.
Vanaf september 2011 werden er verschillende grote televisiedebatten gehouden, waarop Bachmann, Cain, Gingrich, Huntsman, Paul, Perry, Romney en Santorum steeds aanwezig waren. In de maanden voor de eerste voorverkiezing, de caucus van Iowa op 3 januari 2012, klommen verschillende van hen snel in de opiniepeilingen, waarna ze een voor een terug wegzakten. Rick Perry begon in de zomer van 2011 aan zijn klim en deed het erg goed in de peilingen tot begin-oktober. Zijn campagne leed sterk onder zijn debatprestaties, die erg slecht onthaald werden. Bovendien werd zijn campagne steeds meer bekritiseerd door zowel de media als conservatieven. Ongeveer gelijkertijd met Perry's val in oktober zag de zakenman en radiopresentator Herman Cain zijn kansen stijgen. In zijn campagne vergaarde hij in korte tijd veel populariteit door zijn plannen om de belastingen te verlagen, het zogenaamde "9-9-9-plan". Herman Cain kreeg echter te maken met meerdere beschuldigingen van seksuele intimidatie, die hij tijdens zijn ondernemerschap zou hebben gepleegd. Cain ontkende herhaaldelijk en wees alle beschuldigingen aan zijn adres van de hand, maar besloot op 3 december zijn campagne op te schorten. Na Herman Cain, groeide voormalig voorzitter van het Huis van Afgevaardigden Newt Gingrich uit tot de Republikeinse frontrunner. In december schoot Gingrich omhoog in de peilingen, tot ver boven Mitt Romney, die steeds een relatief stabiele score haalde. Gingrichs populariteit nam halverwege december echter terug af, onder andere door Romneys gerichte aanvallen op Gingrich.
Kort voor de eerste voorverkiezing, de caucus van Iowa op 3 januari 2012, deed Rick Santorum het onverwacht erg goed in de opiniepeilingen. Hoewel Mitt Romney eerst uitgeroepen werd als de heel erg nipte winnaar van de Iowa-caucus, met slechts acht stemmen meer dan Santorum, bleek na een hertelling dat Santorum eigenlijk gewonnen had. Kandidate Michele Bachmann verliet de race na teleurstellende resultaten. In de primary van New Hampshire behaalde Romney de verwachte zege. Jon Huntsman, die zijn campagne-activiteiten op New Hampshire had toegespitst, eindigde derde na Romney en Paul en besloot na afloop van de primary zijn campagne te beëindigen. Op 21 januari behaalde Newt Gingrich een grote overwinning in de primary van South Carolina, onder andere door enkele sterke optredens in debatten. In de belangrijke primary van Florida op 31 januari, echter, won Mitt Romney overtuigend met 46% van de stemmen. Gingrich eindigde tweede. De laatst overgebeleven kandidaten voor de voorverkiezingen voor de Republikeinse nominatie waren Romney en Paul.

### Verkiezingsdebatten
In de aanloop naar de verkiezingen zouden er vier debatten worden gehouden.
Op 3 oktober in Denver (Colorado), op 11 oktober in Danville (Kentucky) wat een debat tussen de beide running mates zou zijn, op 16 oktober in Hempstead (New York) en op 22 oktober in Boca Raton (Florida).
Het eerste debat werd gewonnen door Mitt Romney. Het daarop volgende debat, tussen de twee vicepresidentskandidaten werd gewonnen door Joe Biden. Het derde debat werd gewonnen door de zittend president Obama. Het laatste debat werd door Obama gewonnen.
Overige kandidaten werden niet toegelaten tot de debatten; de kandidaten Jill Stein en Cheri Honkala van de Groene Partij zijn voor het Hostra-debat op 16 oktober gearresteerd toen zij toegang tot het debat probeerden te zoeken.

## Uitslag
| Naam         | Partij               | Running mate  | Thuisstaat    | Kiesmannen | Gewonnen staten | Aantal stemmen | Percentage |
| ------------ | -------------------- | ------------- | ------------- | ---------- | --------------- | -------------- | ---------- |
| Barack Obama | Democratische Partij | Joe Biden     | Illinois      | 332        | 26 + DC         | 65 899 660     | 51,0%      |
| Mitt Romney  | Republikeinse Partij | Paul Ryan     | Massachusetts | 206        | 24              | 60 932 152     | 47,2%      |
| Gary Johnson | Libertarische Partij | Jim Gray      | New Mexico    | 0          | 0               | 1 275 827      | 1,0%       |
| Jill Stein   | Groene Partij        | Cheri Honkala | Massachusetts | 0          | 0               | 468 907        | 0,4%       |
| Overige      | -                    | -             | -             | 0          | 0               | 556 094        | 0,4%       |
| Totaal       | Totaal               | Totaal        | Totaal        | 538        | 50 + DC         | 129 132 640    | 100,0%     |